# Hlipiceni
Hlipiceni – wieś w Rumunii, w okręgu Botoszany, w gminie Hlipiceni. W 2011 roku liczyła 1668 mieszkańców.